# Andrew (U-Boot)
Die HMS Andrew (Schiffskennung P423, später S63) war ein U-Boot der Royal Navy, das zur Amphion-Klasse gehörte, die auch als A-Klasse oder als Acheron-Klasse bezeichnet wird. Die U-Boote der Amphion-Klasse wurden für den Einsatz in Fernost entwickelt, wo die Größe des Pazifischen Ozeans große Reichweite, hohe Oberflächengeschwindigkeit und relativen Komfort für die Besatzung zu wichtigen Merkmalen machte, um viel größere Patrouillenbereiche und längere Zeiträume auf See zu ermöglichen, als es die britischen U-Boote, die im Atlantik oder im Mittelmeer stationiert waren, nötig hatten.
Die Andrew war eines der sieben A-Klasse-Boote, die mit einem Schnorchel ausgestattet waren – diese wurden bis 1949 angebracht. Sie wurde am 13. August 1945 in der Werft von Vickers-Armstrong in Barrow-in-Furness, der einzigen U-Boot-Werft Großbritanniens, auf Kiel gelegt, lief am 6. April 1946 vom Stapel und wurde am 16. März 1948 fertiggestellt. Wie bei allen Booten der Amphion-Klasse beginnt ihr Name mit dem Buchstaben A.
Die Andrew war für kurze Zeit das älteste U-Boot der Amphion-Klasse, das noch im Einsatz war, das letzte britische U-Boot mit Deckgeschütz, das letzte vor dem Zweiten Weltkrieg entworfene U-Boot, das im Einsatz war, und das erste U-Boot, das mit einem Schnorchel den Atlantik überquerte (im Mai 1953).

## Aufbau
Wie alle U-Boote der Amphion-Klasse hatte die Andrew eine Verdrängung von 1.360 Tonnen an der Oberfläche und 1.590 Tonnen unter Wasser. Sie hatte eine Gesamtlänge von 89,46 m, eine Breite von 6,81 m und einen Tiefgang von 5,51 m. Angetrieben wurde das U-Boot von zwei Admiralty-ML-Achtzylinder-Dieselmotoren mit einer Leistung von jeweils 2.150 PS (1.600 kW). Es enthielt auch vier Elektromotoren mit einer Leistung von jeweils 625 PS (466 kW), die zwei Wellen antrieben. Es konnte maximal 219 Tonnen Diesel bunkern, nahm aber normalerweise zwischen 159 und 165 Tonnen auf.
Das U-Boot hatte eine maximale Oberflächengeschwindigkeit von 18,5 Knoten (34,3 km/h) und eine Unterwassergeschwindigkeit von 8 Knoten (15 km/h). Getaucht konnte es 90 Seemeilen (170 km) mit 3 Knoten (5,6 km/h) oder 16 Seemeilen (30 km) mit 8 Knoten (15 km/h) fahren. Aufgetaucht war es in der Lage, 15.200 Seemeilen (28.200 km) mit 10 Knoten (19 km/h) oder 10.500 Seemeilen (19.400 km) mit 11 Knoten (20 km/h) zurück zu legen. Die Andrew war mit zehn Torpedorohren (21 Zoll, 53,3 cm), einem 10,2-cm-Schiffsgeschütz (QF, 4 Zoll, Mk XXIII), einer 2,0-cm-Maschinenkanone von Oerlikon und einem britischen Vickers-Maschinengewehr (.303) ausgerüstet. Die Torpedorohre waren an Bug und Heck angebracht, an Bord befanden sich zwanzig Torpedos. Die Besatzung bestand aus sechzig Mann.
Die Andrew war eines der sieben A-Klasse-Boote, die mit einem Schnorchel ausgestattet waren – diese wurden bis 1949 nachgerüstet.

## Einsatzgeschichte
Im September 1950 reiste die Andrew zu einem dreimonatigen Einsatztraining bei der Royal Canadian Navy nach Kanada.
Im Februar 1953 nahm sie bei Bermuda an einem Manöver mit dem Kreuzer Quebec, dem Zerstörer Huron und dem Minensuchboot Portage der kanadischen Marine teil.
Im Anschluss an die Übung überquerte die Andrew im Juni 1953 von Bermuda kommend als erstes U-Boot den Atlantik während der gesamten Reise getaucht und erreichte am 15. Juni den Ärmelkanal. Während der Reise wurde ein Dieselmotor beschädigt und ein Periskop fiel aus, beide wurden jedoch Unterwasser repariert.
Das U-Boot wurde 1964 erneut mit einem 10,2-cm-Deckgeschütz ausgerüstet, das während der Konfrontasi, einer Konfrontation zwischen Indonesien und Malaysia, gegen die Dschunken von Schmugglern eingesetzt werden sollte, die die Seeblockade verletzten. Die Waffe wurde zum letzten Mal im Dezember 1974 abgefeuert.
Am 5. Mai 1977 wurde die Andrew zum Abwracken verkauft und in Plymouth verschrottet.

## Populär-Kultur
Die Andrew wurde in dem Film „Das letzte Ufer“ (engl. Original: „On the Beach“) von Stanley Kramer aus dem Jahre 1959 verwendet, um das fiktive Atom-U-Boot USS Sawfish der United States Navy darzustellen.